# قضيبية مفيدة مجوقلة
قضيبية مفيدة مجوقلة (الاسم العلمي: Diaphorobacter aerolatus) هي نوع من البكتيريا، سلبية الغرام، تتبع جنس قضيبية مفيدة.